# Папугодзьобий віреон
Папугодзьобий віреон (Cyclarhis) — рід горобцеподібних птахів родини віреонових (Vireonidae). Включає два види.

## Поширення
Представники роду поширені в Центральній і Південній Америці від Мексики до центральної частини Аргентини.

## Види
- Віреон рудобровий (Cyclarhis gujanensis)
- Віреон колумбійський (Cyclarhis nigrirostris)